# 死の玉座
『死の玉座』（しのぎょくざ、Marana Simhasanam）は、1999年に公開されたインドのマラヤーラム語映画。ムラリ・ナイールが監督を務め、第52回カンヌ国際映画祭の「ある視点」部門で上映されカメラ・ドールを受賞している。

## あらすじ
クリシュナンはケララ州の小島に暮らす季節労働者だったが、仕事がない時期に家族を養うために地主の家の木からココナッツを盗み逮捕されてしまう。彼は窃盗の罪で投獄された後、長年行方不明になっている男を殺害した罪で起訴されてしまう。クリシュナンが逮捕された時期に選挙が行われており、政治家たちは人気取りのために重罪人を死刑にすることを求めていた。そのため、クリシュナンは無実の罪で死刑判決を受け、電気椅子に送られる。

## キャスト
- ヴィスワス・ナラッカル
- ラクシュミー・ラマン
- スハス・タヤット
- ジーヴァン・ミトヴァ